# Sympodangia albatrossi
Espèce
Statut CITES
Sympodangia albatrossi est une espèce de coraux appartenant à la famille des Caryophylliidae.